# إنريكي هرنانديز
إنريكي هرنانديز (بالإنجليزية: Enrique Hernández) هو لاعب كرة قاعدة أمريكي، ولد في 24 أغسطس 1991 في تواباخا ‏ في الولايات المتحدة.

## وصلات خارجية
- إنريكي هرنانديز على موقع دوري كرة القاعدة الرئيسي (الإنجليزية)
- إنريكي هرنانديز على موقعبيزبول رفرنس.كوم (الدوري الرئيسي) (الإنجليزية)
- إنريكي هرنانديز على موقعبيزبول رفرنس.كوم (الدوري الثانوي) (الإنجليزية)
- إنريكي هرنانديز على موقع إي إس بي إن.كوم (أم.أل.بي) (الإنجليزية)
- إنريكي هرنانديز على موقع مشجعي الرسوم البيانية (الإنجليزية)